# Golden State Warriors 2017-2018
La stagione 2017-2018 dei Golden State Warriors è stata la 72ª stagione della franchigia nella NBA.

## Draft
Il Draft NBA 2017 si è tenuto il 22 giugno 2017 al Barclays Center a Brooklyn. I Warriors non possedevano nessuna scelta, ma hanno acquisito dai Chicago Bulls la 38ª scelta del secondo giro in cambio di soldi. Hanno scelto l'ala grande Jordan Bell dall'università dell'Oregon.

## Roster
| \| Pos. \| Num. \| Naz. \| Nome \| Altezza \| Peso \| Data nascita \| Provenienza \| \| ---- \| ---- \| ---- \| ------------------- \| ------- \| ------ \| ------------ \| ------------------- \| \| AG/C \| 2 \| \| Bell, Jordan \| 206 cm \| 102 kg \| 07-01-1995 \| Oregon \| \| AG \| 25 \| \| Boucher, Chris (TW) \| 208 cm \| 91 kg \| 11-01-1993 \| Oregon \| \| P \| 4 \| \| Cook, Quinn \| 188 cm \| 81 kg \| 23-03-1993 \| Duke \| \| P \| 30 \| \| Curry, Stephen (C) \| 191 cm \| 86 kg \| 14-03-1988 \| Davidson \| \| AP \| 35 \| \| Durant, Kevin \| 206 cm \| 100 kg \| 29-09-1988 \| Texas \| \| AG \| 23 \| \| Green, Draymond \| 201 cm \| 104 kg \| 04-03-1990 \| Michigan State \| \| G/AP \| 9 \| \| Iguodala, Andre \| 198 cm \| 97 kg \| 28-01-1984 \| Arizona \| \| C \| 15 \| \| Jones, Damian \| 213 cm \| 111 kg \| 30-06-1995 \| Vanderbilt \| \| P/G \| 34 \| \| Livingston, Shaun \| 201 cm \| 87 kg \| 11-09-1985 \| Peoria Central HS \| \| AG/C \| 5 \| \| Looney, Kevon \| 206 cm \| 100 kg \| 06-02-1996 \| UCLA \| \| G/AP \| 0 \| \| McCaw, Patrick \| 198 cm \| 82 kg \| 25-10-1995 \| UNLV \| \| C \| 1 \| \| McGee, JaVale \| 213 cm \| 122 kg \| 19-01-1988 \| Nevada \| \| C \| 27 \| \| Pachulia, Zaza \| 211 cm \| 125 kg \| 10-02-1984 \| Georgia \| \| G \| 11 \| \| Thompson, Klay \| 201 cm \| 98 kg \| 08-02-1990 \| Washington State \| \| AG \| 3 \| \| West, David \| 206 cm \| 113 kg \| 29-08-1980 \| Xavier \| \| G/AP \| 6 \| \| Young, Nick \| 201 cm \| 95 kg \| 01-06-1985 \| Southern California \| | Allenatore - Steve Kerr Assistente/i - Ron Adams - Jarron Collins - Mike Brown - Chris DeMarco - Bruce Fraser - Willie Green Legenda - (C) Capitano - (FA) Free agent - (S) Sospeso - (GL) Assegnato a squadra G League affiliata - (TW) Contratto Two-way - Infortunato Roster • Transazioni · Ultima transazione: 10 aprile 2018 |                        |                     |         |        |              |                     |
| Pos. | Num. | Naz.                   | Nome                | Altezza | Peso   | Data nascita | Provenienza         |
| AG/C | 2 | Stati Uniti (bandiera) | Bell, Jordan        | 206 cm  | 102 kg | 07-01-1995   | Oregon              |
| AG | 25 | Canada (bandiera)      | Boucher, Chris (TW) | 208 cm  | 91 kg  | 11-01-1993   | Oregon              |
| P | 4 | Stati Uniti (bandiera) | Cook, Quinn         | 188 cm  | 81 kg  | 23-03-1993   | Duke                |
| P | 30 | Stati Uniti (bandiera) | Curry, Stephen (C)  | 191 cm  | 86 kg  | 14-03-1988   | Davidson            |
| AP | 35 | Stati Uniti (bandiera) | Durant, Kevin       | 206 cm  | 100 kg | 29-09-1988   | Texas               |
| AG | 23 | Stati Uniti (bandiera) | Green, Draymond     | 201 cm  | 104 kg | 04-03-1990   | Michigan State      |
| G/AP | 9 | Stati Uniti (bandiera) | Iguodala, Andre     | 198 cm  | 97 kg  | 28-01-1984   | Arizona             |
| C | 15 | Stati Uniti (bandiera) | Jones, Damian       | 213 cm  | 111 kg | 30-06-1995   | Vanderbilt          |
| P/G | 34 | Stati Uniti (bandiera) | Livingston, Shaun   | 201 cm  | 87 kg  | 11-09-1985   | Peoria Central HS   |
| AG/C | 5 | Stati Uniti (bandiera) | Looney, Kevon       | 206 cm  | 100 kg | 06-02-1996   | UCLA                |
| G/AP | 0 | Stati Uniti (bandiera) | McCaw, Patrick      | 198 cm  | 82 kg  | 25-10-1995   | UNLV                |
| C | 1 | Stati Uniti (bandiera) | McGee, JaVale       | 213 cm  | 122 kg | 19-01-1988   | Nevada              |
| C | 27 | Georgia (bandiera)     | Pachulia, Zaza      | 211 cm  | 125 kg | 10-02-1984   | Georgia             |
| G | 11 | Stati Uniti (bandiera) | Thompson, Klay      | 201 cm  | 98 kg  | 08-02-1990   | Washington State    |
| AG | 3 | Stati Uniti (bandiera) | West, David         | 206 cm  | 113 kg | 29-08-1980   | Xavier              |
| G/AP | 6 | Stati Uniti (bandiera) | Young, Nick         | 201 cm  | 95 kg  | 01-06-1985   | Southern California |

## Classifiche

### Pacific Division
| Pacific Division        | Pacific Division | Pacific Division | Pacific Division | Pacific Division | Pacific Division | Pacific Division | Pacific Division | Pacific Division |
| Squadra                 | V                | S                | V%               | PR               | Casa             | Trasf            | Div              | PG               |
| ----------------------- | ---------------- | ---------------- | ---------------- | ---------------- | ---------------- | ---------------- | ---------------- | ---------------- |
| y – Golden St. Warriors | 58               | 24               | .707             | 7,0              | 29–12            | 29–12            | 13–3             | 82               |
| L.A. Clippers           | 42               | 40               | .512             | 23,0             | 22–19            | 20–21            | 12–4             | 82               |
| L.A. Lakers             | 35               | 47               | .427             | 30,0             | 20–21            | 15–26            | 5–10             | 82               |
| Sacramento Kings        | 27               | 55               | .329             | 38,0             | 14–27            | 13–28            | 5–11             | 82               |
| Phoenix Suns            | 21               | 61               | .256             | 44,0             | 10–31            | 11–30            | 4–12             | 82               |

### Western Conference
| Western Conference | Western Conference        | Western Conference | Western Conference | Western Conference | Western Conference | Western Conference |
| #                  | Squadra                   | V                  | S                  | V%                 | PR                 | PG                 |
| ------------------ | ------------------------- | ------------------ | ------------------ | ------------------ | ------------------ | ------------------ |
| 1                  | z – Houston Rockets *     | 65                 | 17                 | .793               | –                  | 82                 |
| 2                  | y – Golden St. Warriors * | 58                 | 24                 | .707               | 7,0                | 82                 |
| 3                  | y – Portland T. Blazers * | 49                 | 33                 | .598               | 16,0               | 82                 |
| 4                  | x – Oklahoma Thunder      | 48                 | 34                 | .585               | 17,0               | 82                 |
| 5                  | x – Utah Jazz             | 48                 | 34                 | .585               | 17,0               | 82                 |
| 6                  | x – N. Orleans Pelicans   | 48                 | 34                 | .585               | 17,0               | 82                 |
| 7                  | x – San Antonio Spurs     | 47                 | 35                 | .573               | 18,0               | 82                 |
| 8                  | x – Minnesota T'wolves    | 47                 | 35                 | .573               | 18,0               | 82                 |
|                    |                           |                    |                    |                    |                    |                    |
| 9                  | Denver Nuggets            | 46                 | 36                 | .561               | 19,0               | 82                 |
| 10                 | L.A. Clippers             | 42                 | 40                 | .512               | 23,0               | 82                 |
| 11                 | L.A. Lakers               | 35                 | 47                 | .427               | 30,0               | 82                 |
| 12                 | Sacramento Kings          | 27                 | 55                 | .329               | 38,0               | 82                 |
| 13                 | Dallas Mavericks          | 24                 | 58                 | .293               | 41,0               | 82                 |
| 14                 | Memphis Grizzlies         | 22                 | 60                 | .268               | 43,0               | 82                 |
| 15                 | Phoenix Suns              | 21                 | 61                 | .256               | 44,0               | 82                 |

## Calendario e risultati

### Preseason
| Preseason 2017                                    | Preseason 2017                                    | Preseason 2017                                    | Preseason 2017                                    | Preseason 2017                                    | Preseason 2017                                    | Preseason 2017                                    | Preseason 2017                                    | Preseason 2017                                    |
| Record preseason: 2–2 (Casa: 1–2; Trasferta: 1–0) | Record preseason: 2–2 (Casa: 1–2; Trasferta: 1–0) | Record preseason: 2–2 (Casa: 1–2; Trasferta: 1–0) | Record preseason: 2–2 (Casa: 1–2; Trasferta: 1–0) | Record preseason: 2–2 (Casa: 1–2; Trasferta: 1–0) | Record preseason: 2–2 (Casa: 1–2; Trasferta: 1–0) | Record preseason: 2–2 (Casa: 1–2; Trasferta: 1–0) | Record preseason: 2–2 (Casa: 1–2; Trasferta: 1–0) | Record preseason: 2–2 (Casa: 1–2; Trasferta: 1–0) |
| Partita                                           | Data                                              | Avversario                                        | Punteggio                                         | Più punti                                         | Più rimbalzi                                      | Più assist                                        | Spettatori                                        | Record                                            |
| ------------------------------------------------- | ------------------------------------------------- | ------------------------------------------------- | ------------------------------------------------- | ------------------------------------------------- | ------------------------------------------------- | ------------------------------------------------- | ------------------------------------------------- | ------------------------------------------------- |
| 1                                                 | 30 settembre                                      | Denver Nuggets                                    | S 102–108                                         | Stephen Curry (11)                                | Draymond Green (8)                                | Draymond Green (4)                                | Oracle Arena 19.596                               | 0–1                                               |
| 2                                                 | 5 ottobre                                         | Minnesota T'wolves                                | S 97–111                                          | Kevin Durant (20)                                 | Curry, Green, Pachulia (6)                        | Draymond Green (8)                                | Shenzhen Universiade Sports Centre 17.495         | 0–2                                               |
| 3                                                 | 8 ottobre                                         | @ Minnesota T'wolves                              | V 142–110                                         | Stephen Curry (40)                                | Stephen Curry (6)                                 | Stephen Curry (8)                                 | Mercedes-Benz Arena N/A                           | 1–2                                               |
| 4                                                 | 13 ottobre                                        | Sacramento Kings                                  | V 117–106                                         | Stephen Curry (18)                                | Jordan Bell (11)                                  | Klay Thompson (6)                                 | Oracle Arena 19.596                               | 2–2                                               |

### Regular season

#### Ottobre
| Ottobre 2017                                  | Ottobre 2017                                  | Ottobre 2017                                  | Ottobre 2017                                  | Ottobre 2017                                  | Ottobre 2017                                  | Ottobre 2017                                  | Ottobre 2017                                  | Ottobre 2017                                  |
| Record mese : 5–3 (Casa: 2–2; Trasferta: 3–1) | Record mese : 5–3 (Casa: 2–2; Trasferta: 3–1) | Record mese : 5–3 (Casa: 2–2; Trasferta: 3–1) | Record mese : 5–3 (Casa: 2–2; Trasferta: 3–1) | Record mese : 5–3 (Casa: 2–2; Trasferta: 3–1) | Record mese : 5–3 (Casa: 2–2; Trasferta: 3–1) | Record mese : 5–3 (Casa: 2–2; Trasferta: 3–1) | Record mese : 5–3 (Casa: 2–2; Trasferta: 3–1) | Record mese : 5–3 (Casa: 2–2; Trasferta: 3–1) |
| Partita                                       | Data                                          | Avversario                                    | Punteggio                                     | Più punti                                     | Più rimbalzi                                  | Più assist                                    | Spettatori                                    | Record                                        |
| --------------------------------------------- | --------------------------------------------- | --------------------------------------------- | --------------------------------------------- | --------------------------------------------- | --------------------------------------------- | --------------------------------------------- | --------------------------------------------- | --------------------------------------------- |
| 1                                             | 17 ottobre                                    | Houston Rockets                               | S 121–122                                     | Nick Young (23)                               | Draymond Green (11)                           | Draymond Green (13)                           | Oracle Arena 19.596                           | 0–1                                           |
| 2                                             | 20 ottobre                                    | @ N.O. Pelicans                               | V 128–120                                     | Klay Thompson (33)                            | Zaza Pachulia (9)                             | Draymond Green (9)                            | Smoothie King Center 18.171                   | 1–1                                           |
| 3                                             | 21 ottobre                                    | @ Memphis Grizzlies                           | S 101–111                                     | Stephen Curry (37)                            | Kevin Durant (13)                             | Draymond Green (6)                            | FedExForum 17.794                             | 1–2                                           |
| 4                                             | 23 ottobre                                    | @ Dallas Mavericks                            | V 133–103                                     | Stephen Curry (29)                            | Kevin Durant (8)                              | Curry, Green (8)                              | American Airlines Center 19.875               | 2–2                                           |
| 5                                             | 25 ottobre                                    | Toronto Raptors                               | V 117–112                                     | Stephen Curry (30)                            | Draymond Green (11)                           | Draymond Green (6)                            | Oracle Arena 19.596                           | 3–2                                           |
| 6                                             | 27 ottobre                                    | Wash. Wizards                                 | V 120–117                                     | Kevin Durant (31)                             | Kevin Durant (11)                             | Stephen Curry (8)                             | Oracle Arena 19.596                           | 4–2                                           |
| 7                                             | 29 ottobre                                    | Detroit Pistons                               | S 107–115                                     | Klay Thompson (29)                            | Draymond Green (13)                           | Stephen Curry (8)                             | Oracle Arena 19.596                           | 4–3                                           |
| 8                                             | 30 ottobre                                    | @ L.A. Clippers                               | V 141–113                                     | Stephen Curry (31)                            | Draymond Green (9)                            | Curry, Thompson, Green (6)                    | Staples Center 19.068                         | 5–3                                           |

#### Novembre
| Novembre 2017                                 | Novembre 2017                                 | Novembre 2017                                 | Novembre 2017                                 | Novembre 2017                                 | Novembre 2017                                 | Novembre 2017                                 | Novembre 2017                                 | Novembre 2017                                 |
| Record mese: 11–3 (Casa: 6–1; Trasferta: 5–2) | Record mese: 11–3 (Casa: 6–1; Trasferta: 5–2) | Record mese: 11–3 (Casa: 6–1; Trasferta: 5–2) | Record mese: 11–3 (Casa: 6–1; Trasferta: 5–2) | Record mese: 11–3 (Casa: 6–1; Trasferta: 5–2) | Record mese: 11–3 (Casa: 6–1; Trasferta: 5–2) | Record mese: 11–3 (Casa: 6–1; Trasferta: 5–2) | Record mese: 11–3 (Casa: 6–1; Trasferta: 5–2) | Record mese: 11–3 (Casa: 6–1; Trasferta: 5–2) |
| Partita                                       | Data                                          | Avversario                                    | Punteggio                                     | Più punti                                     | Più rimbalzi                                  | Più assist                                    | Spettatori                                    | Record                                        |
| --------------------------------------------- | --------------------------------------------- | --------------------------------------------- | --------------------------------------------- | --------------------------------------------- | --------------------------------------------- | --------------------------------------------- | --------------------------------------------- | --------------------------------------------- |
| 9                                             | 2 novembre                                    | @ San Antonio Spurs                           | V 112–92                                      | Klay Thompson (27)                            | Curry, Durant (8)                             | Draymond Green (6)                            | AT&T Center 18.418                            | 6–3                                           |
| 10                                            | 4 novembre                                    | @ Denver Nuggets                              | V 127–108                                     | Kevin Durant (25)                             | Omri Casspi (8)                               | Stephen Curry (11)                            | Pepsi Center 19.711                           | 7–3                                           |
| 11                                            | 6 novembre                                    | Miami Heat                                    | V 97–80                                       | Kevin Durant (21)                             | Draymond Green (9)                            | Kevin Durant (6)                              | Oracle Arena 19.596                           | 8–3                                           |
| 12                                            | 8 novembre                                    | Minnesota T'wolves                            | V 125–101                                     | Klay Thompson (28)                            | Stephen Curry (8)                             | Stephen Curry (8)                             | Oracle Arena 19.596                           | 9–3                                           |
| 13                                            | 11 novembre                                   | Philadelphia 76ers                            | V 135–114                                     | Kevin Durant (29)                             | Draymond Green (10)                           | Stephen Curry (9)                             | Oracle Arena 19.596                           | 10–3                                          |
| 14                                            | 13 novembre                                   | Orlando Magic                                 | V 110–100                                     | Kevin Durant (21)                             | David West (11)                               | Kevin Durant (8)                              | Oracle Arena 19.596                           | 11–3                                          |
| 15                                            | 16 novembre                                   | @ Boston Celtics                              | S 88–92                                       | Kevin Durant (24)                             | Green, Casspi (8)                             | Curry, Green (5)                              | TD Garden 18.624                              | 11–4                                          |
| 16                                            | 18 novembre                                   | @ Philadelphia 76ers                          | V 124–116                                     | Stephen Curry (35)                            | Green, West (7)                               | Draymond Green (8)                            | Wells Fargo Center 20.848                     | 12–4                                          |
| 17                                            | 19 novembre                                   | @ Brooklyn Nets                               | V 118–111                                     | Stephen Curry (39)                            | Stephen Curry (11)                            | Draymond Green (8)                            | Barclays Center 17.732                        | 13–4                                          |
| 18                                            | 22 novembre                                   | @ Oklahoma Thunder                            | S 91–108                                      | Stephen Curry (24)                            | Omri Casspi (6)                               | Curry, Green (6)                              | Chesapeake Energy Arena 18.203                | 13–5                                          |
| 19                                            | 24 novembre                                   | Chicago Bulls                                 | V 143–94                                      | Stephen Curry (33)                            | Stephen Curry (7)                             | Zaza Pachulia (6)                             | Oracle Arena 19.596                           | 14–5                                          |
| 20                                            | 25 novembre                                   | N.O. Pelicans                                 | V 110–95                                      | Stephen Curry (27)                            | Draymond Green (7)                            | Draymond Green (8)                            | Oracle Arena 19.596                           | 15–5                                          |
| 21                                            | 27 novembre                                   | Sacramento Kings                              | S 106–110                                     | Klay Thompson (21)                            | David West (7)                                | Draymond Green (8)                            | Oracle Arena 19.596                           | 15–6                                          |
| 22                                            | 29 novembre                                   | @ L.A. Lakers                                 | V 127–123 (OT)                                | Kevin Durant (29)                             | Draymond Green (11)                           | Draymond Green (9)                            | Staples Center 18.997                         | 16–6                                          |

#### Dicembre
| Dicembre 2017                                 | Dicembre 2017                                 | Dicembre 2017                                 | Dicembre 2017                                 | Dicembre 2017                                 | Dicembre 2017                                 | Dicembre 2017                                 | Dicembre 2017                                 | Dicembre 2017                                 |
| Record mese: 13–2 (Casa: 7–3; Trasferta: 6–0) | Record mese: 13–2 (Casa: 7–3; Trasferta: 6–0) | Record mese: 13–2 (Casa: 7–3; Trasferta: 6–0) | Record mese: 13–2 (Casa: 7–3; Trasferta: 6–0) | Record mese: 13–2 (Casa: 7–3; Trasferta: 6–0) | Record mese: 13–2 (Casa: 7–3; Trasferta: 6–0) | Record mese: 13–2 (Casa: 7–3; Trasferta: 6–0) | Record mese: 13–2 (Casa: 7–3; Trasferta: 6–0) | Record mese: 13–2 (Casa: 7–3; Trasferta: 6–0) |
| Partita                                       | Data                                          | Avversario                                    | Punteggio                                     | Più punti                                     | Più rimbalzi                                  | Più assist                                    | Spettatori                                    | Record                                        |
| --------------------------------------------- | --------------------------------------------- | --------------------------------------------- | --------------------------------------------- | --------------------------------------------- | --------------------------------------------- | --------------------------------------------- | --------------------------------------------- | --------------------------------------------- |
| 23                                            | 1 dicembre                                    | @ Orlando Magic                               | V 133–112                                     | Klay Thompson (27)                            | Zaza Pachulia (8)                             | Curry, Green (10)                             | Amway Center 18.846                           | 17–6                                          |
| 24                                            | 3 dicembre                                    | @ Miami Heat                                  | V 123–95                                      | Stephen Curry (30)                            | Draymond Green (7)                            | Draymond Green (9)                            | American Airlines Arena 19.600                | 18–6                                          |
| 25                                            | 4 dicembre                                    | @ N.O. Pelicans                               | V 125–115                                     | Stephen Curry (31)                            | Draymond Green (9)                            | Stephen Curry (11)                            | Smoothie King Center 17.004                   | 19–6                                          |
| 26                                            | 6 dicembre                                    | @ Charlotte Hornets                           | V 101–87                                      | Kevin Durant (35)                             | Kevin Durant (11)                             | Kevin Durant (10)                             | Spectrum Center 19.334                        | 20–6                                          |
| 27                                            | 8 dicembre                                    | @ Detroit Pistons                             | V 102–98                                      | Kevin Durant (36)                             | Kevin Durant (10)                             | Draymond Green (13)                           | Little Caesars Arena 20.491                   | 21–6                                          |
| 28                                            | 11 dicembre                                   | Portland T. Blazers                           | V 111–104                                     | Kevin Durant (28)                             | Casspi, Durant (9)                            | Durant, Iguodala (5)                          | Oracle Arena 19.596                           | 22–6                                          |
| 29                                            | 14 dicembre                                   | Dallas Mavericks                              | V 112–97                                      | Kevin Durant (36)                             | Casspi, Durant (11)                           | Andre Iguodala (10)                           | Oracle Arena 19.596                           | 23–6                                          |
| 30                                            | 18 dicembre                                   | @ L.A. Lakers                                 | V 116–114 (OT)                                | Kevin Durant (36)                             | Kevin Durant (11)                             | Kevin Durant (8)                              | Staples Center 18.997                         | 24–6                                          |
| 31                                            | 20 dicembre                                   | Memphis Grizzlies                             | V 97–84                                       | Klay Thompson (29)                            | Durant, McCaw (8)                             | Bell, Thompson (5)                            | Oracle Arena 19.596                           | 25–6                                          |
| 32                                            | 22 dicembre                                   | L.A. Lakers                                   | V 113–106                                     | Kevin Durant (33)                             | Draymond Green (11)                           | Durant, Green (7)                             | Oracle Arena 19.596                           | 26–6                                          |
| 33                                            | 23 dicembre                                   | Denver Nuggets                                | S 81–96                                       | Kevin Durant (18)                             | Jordan Bell (10)                              | Andre Iguodala (7)                            | Oracle Arena 19.596                           | 26–7                                          |
| 34                                            | 25 dicembre                                   | Cleveland Cavaliers                           | V 99–92                                       | Kevin Durant (25)                             | Draymond Green (12)                           | Draymond Green (11)                           | Oracle Arena 19.596                           | 27–7                                          |
| 35                                            | 27 dicembre                                   | Utah Jazz                                     | V 126–101                                     | Kevin Durant (21)                             | Jordan Bell (13)                              | Draymond Green (8)                            | Oracle Arena 19.596                           | 28–7                                          |
| 36                                            | 29 dicembre                                   | Charlotte Hornets                             | S 100–111                                     | Kevin Durant (27)                             | Draymond Green (11)                           | Draymond Green (16)                           | Oracle Arena 19.596                           | 28–8                                          |
| 37                                            | 30 dicembre                                   | Memphis Grizzlies                             | V 141–128                                     | Stephen Curry (38)                            | David West (11)                               | Kevin Durant (9)                              | Oracle Arena 19.596                           | 29–8                                          |

#### Gennaio
| Gennaio 2018                                  | Gennaio 2018                                  | Gennaio 2018                                  | Gennaio 2018                                  | Gennaio 2018                                  | Gennaio 2018                                  | Gennaio 2018                                  | Gennaio 2018                                  | Gennaio 2018                                  |
| Record mese: 11–3 (Casa: 4–1; Trasferta: 7–2) | Record mese: 11–3 (Casa: 4–1; Trasferta: 7–2) | Record mese: 11–3 (Casa: 4–1; Trasferta: 7–2) | Record mese: 11–3 (Casa: 4–1; Trasferta: 7–2) | Record mese: 11–3 (Casa: 4–1; Trasferta: 7–2) | Record mese: 11–3 (Casa: 4–1; Trasferta: 7–2) | Record mese: 11–3 (Casa: 4–1; Trasferta: 7–2) | Record mese: 11–3 (Casa: 4–1; Trasferta: 7–2) | Record mese: 11–3 (Casa: 4–1; Trasferta: 7–2) |
| Partita                                       | Data                                          | Avversario                                    | Punteggio                                     | Più punti                                     | Più rimbalzi                                  | Più assist                                    | Spettatori                                    | Record                                        |
| --------------------------------------------- | --------------------------------------------- | --------------------------------------------- | --------------------------------------------- | --------------------------------------------- | --------------------------------------------- | --------------------------------------------- | --------------------------------------------- | --------------------------------------------- |
| 38                                            | 3 gennaio                                     | @ Dallas Mavericks                            | V 125–122                                     | Stephen Curry (32)                            | Kevin Durant (12)                             | Stephen Curry (8)                             | American Airlines Center 20.212               | 30–8                                          |
| 39                                            | 4 gennaio                                     | @ Houston Rockets                             | V 124–114                                     | Stephen Curry (29)                            | Draymond Green (14)                           | Draymond Green (10)                           | Toyota Center 18.055                          | 31–8                                          |
| 40                                            | 6 gennaio                                     | @ L.A. Clippers                               | V 121–105                                     | Stephen Curry (45)                            | Draymond Green (12)                           | Green, Iguodala (7)                           | Staples Center 19.068                         | 32–8                                          |
| 41                                            | 8 gennaio                                     | Denver Nuggets                                | V 124–114                                     | Stephen Curry (32)                            | Jordan Bell (8)                               | Draymond Green (10)                           | Oracle Arena 19.596                           | 33–8                                          |
| 42                                            | 10 gennaio                                    | L.A. Clippers                                 | S 106–125                                     | Kevin Durant (40)                             | Draymond Green (10)                           | Durant, Green, Livingston (4)                 | Oracle Arena 19.596                           | 33–9                                          |
| 43                                            | 12 gennaio                                    | @ Milwaukee Bucks                             | V 108–94                                      | Kevin Durant (26)                             | Draymond Green (10)                           | Draymond Green (7)                            | Bradley Center 18.717                         | 34–9                                          |
| 44                                            | 13 gennaio                                    | @ Toronto Raptors                             | V 127–125                                     | Klay Thompson (26)                            | Curry, Durant (6)                             | Stephen Curry (9)                             | Air Canada Centre 20.078                      | 35–9                                          |
| 45                                            | 15 gennaio                                    | @ Cleveland Cavaliers                         | V 118–108                                     | Kevin Durant (32)                             | Draymond Green (16)                           | Draymond Green (9)                            | Quicken Loans Arena 20.562                    | 36–9                                          |
| 46                                            | 17 gennaio                                    | @ Chicago Bulls                               | V 119–112                                     | Klay Thompson (38)                            | Zaza Pachulia (11)                            | Kevin Durant (7)                              | United Center 21.372                          | 37–9                                          |
| 47                                            | 20 gennaio                                    | @ Houston Rockets                             | S 108–116                                     | Kevin Durant (26)                             | Durant, Green (7)                             | Stephen Curry (8)                             | Toyota Center 18.055                          | 37–10                                         |
| 48                                            | 23 gennaio                                    | N.Y. Knicks                                   | V 123–112                                     | Stephen Curry (32)                            | Stephen Curry (6)                             | Kevin Durant (14)                             | Oracle Arena 19.596                           | 38–10                                         |
| 49                                            | 25 gennaio                                    | Minnesota T'wolves                            | V 126–113                                     | Kevin Durant (28)                             | Kevin Durant (10)                             | Kevin Durant (11)                             | Oracle Arena 19.596                           | 39–10                                         |
| 50                                            | 27 gennaio                                    | Boston Celtics                                | V 109–105                                     | Stephen Curry (49)                            | Draymond Green (11)                           | Curry, Green (5)                              | Oracle Arena 19.596                           | 40–10                                         |
| 51                                            | 30 gennaio                                    | @ Utah Jazz                                   | S 99–129                                      | Klay Thompson (27)                            | Zaza Pachulia (7)                             | Stephen Curry (5)                             | Vivint Smart Home Arena 18.306                | 40–11                                         |

#### Febbraio
| Febbraio 2018                                | Febbraio 2018                                | Febbraio 2018                                | Febbraio 2018                                | Febbraio 2018                                | Febbraio 2018                                | Febbraio 2018                                | Febbraio 2018                                | Febbraio 2018                                |
| Record mese: 8–3 (Casa: 5–1; Trasferta: 3–2) | Record mese: 8–3 (Casa: 5–1; Trasferta: 3–2) | Record mese: 8–3 (Casa: 5–1; Trasferta: 3–2) | Record mese: 8–3 (Casa: 5–1; Trasferta: 3–2) | Record mese: 8–3 (Casa: 5–1; Trasferta: 3–2) | Record mese: 8–3 (Casa: 5–1; Trasferta: 3–2) | Record mese: 8–3 (Casa: 5–1; Trasferta: 3–2) | Record mese: 8–3 (Casa: 5–1; Trasferta: 3–2) | Record mese: 8–3 (Casa: 5–1; Trasferta: 3–2) |
| Partita                                      | Data                                         | Avversario                                   | Punteggio                                    | Più punti                                    | Più rimbalzi                                 | Più assist                                   | Spettatori                                   | Record                                       |
| -------------------------------------------- | -------------------------------------------- | -------------------------------------------- | -------------------------------------------- | -------------------------------------------- | -------------------------------------------- | -------------------------------------------- | -------------------------------------------- | -------------------------------------------- |
| 52                                           | 2 febbraio                                   | @ Sacramento Kings                           | V 119–104                                    | Kevin Durant (33)                            | Zaza Pachulia (13)                           | Curry, Durant, Green (6)                     | Golden 1 Center 16.583                       | 41–11                                        |
| 53                                           | 3 febbraio                                   | @ Denver Nuggets                             | S 108–115                                    | Kevin Durant (31)                            | Zaza Pachulia (8)                            | Draymond Green (8)                           | Pepsi Center 20.103                          | 41–12                                        |
| 54                                           | 6 febbraio                                   | Oklahoma Thunder                             | S 105–125                                    | Kevin Durant (33)                            | Draymond Green (8)                           | Draymond Green (7)                           | Oracle Arena 19.596                          | 41–13                                        |
| 55                                           | 8 febbraio                                   | Dallas Mavericks                             | V 121–103                                    | Kevin Durant (24)                            | Draymond Green (10)                          | Stephen Curry (8)                            | Oracle Arena 19.596                          | 42–13                                        |
| 56                                           | 10 febbraio                                  | San Antonio Spurs                            | V 122–105                                    | Klay Thompson (25)                           | Draymond Green (8)                           | Draymond Green (11)                          | Oracle Arena 19.596                          | 43–13                                        |
| 57                                           | 12 febbraio                                  | Phoenix Suns                                 | V 129–83                                     | Stephen Curry (22)                           | Omri Casspi (10)                             | Stephen Curry (7)                            | Oracle Arena 19.596                          | 44–13                                        |
| 58                                           | 14 febbraio                                  | @ Portland T. Blazers                        | S 117–123                                    | Kevin Durant (50)                            | Draymond Green (12)                          | Draymond Green (7)                           | Moda Center 19.520                           | 44–14                                        |
| Pausa All-Star Weekend                       |                                              |                                              |                                              |                                              |                                              |                                              |                                              |                                              |
| 59                                           | 22 febbraio                                  | L.A. Clippers                                | V 134–127                                    | Stephen Curry (44)                           | Draymond Green (8)                           | Stephen Curry (10)                           | Oracle Arena 19.596                          | 45–14                                        |
| 60                                           | 24 febbraio                                  | Oklahoma Thunder                             | V 112–80                                     | Kevin Durant (28)                            | Stephen Curry (9)                            | Draymond Green (8)                           | Oracle Arena 19.596                          | 46–14                                        |
| 61                                           | 26 febbraio                                  | @ N.Y. Knicks                                | V 125–111                                    | Klay Thompson (26)                           | Kevin Durant (9)                             | Draymond Green (6)                           | Madison Square Garden 19.812                 | 47–14                                        |
| 62                                           | 28 febbraio                                  | @ Wash. Wizards                              | V 109–101                                    | Kevin Durant (32)                            | Andre Iguodala (7)                           | Draymond Green (11)                          | Capital One Arena 20.356                     | 48–14                                        |

#### Marzo
| Marzo 2018                                   | Marzo 2018                                   | Marzo 2018                                   | Marzo 2018                                   | Marzo 2018                                   | Marzo 2018                                   | Marzo 2018                                   | Marzo 2018                                   | Marzo 2018                                   |
| Record mese: 7–7 (Casa: 4–4; Trasferta: 3–3) | Record mese: 7–7 (Casa: 4–4; Trasferta: 3–3) | Record mese: 7–7 (Casa: 4–4; Trasferta: 3–3) | Record mese: 7–7 (Casa: 4–4; Trasferta: 3–3) | Record mese: 7–7 (Casa: 4–4; Trasferta: 3–3) | Record mese: 7–7 (Casa: 4–4; Trasferta: 3–3) | Record mese: 7–7 (Casa: 4–4; Trasferta: 3–3) | Record mese: 7–7 (Casa: 4–4; Trasferta: 3–3) | Record mese: 7–7 (Casa: 4–4; Trasferta: 3–3) |
| Partita                                      | Data                                         | Avversario                                   | Punteggio                                    | Più punti                                    | Più rimbalzi                                 | Più assist                                   | Spettatori                                   | Record                                       |
| -------------------------------------------- | -------------------------------------------- | -------------------------------------------- | -------------------------------------------- | -------------------------------------------- | -------------------------------------------- | -------------------------------------------- | -------------------------------------------- | -------------------------------------------- |
| 63                                           | 2 marzo                                      | @ Atlanta Hawks                              | V 114–109                                    | Curry, Durant (28)                           | Draymond Green (7)                           | Draymond Green (9)                           | Philips Arena 16.728                         | 49–14                                        |
| 64                                           | 6 marzo                                      | Brooklyn Nets                                | V 114–101                                    | Stephen Curry (34)                           | Curry, Durant, Iguodala (6)                  | Draymond Green (9)                           | Oracle Arena 19.596                          | 50–14                                        |
| 65                                           | 8 marzo                                      | San Antonio Spurs                            | V 110–107                                    | Kevin Durant (37)                            | Draymond Green (12)                          | Draymond Green (10)                          | Oracle Arena 19.596                          | 51–14                                        |
| 66                                           | 9 marzo                                      | @ Portland T. Blazers                        | S 108–125                                    | Kevin Durant (40)                            | Draymond Green (12)                          | Durant, Green (6)                            | Moda Center 19.487                           | 51–15                                        |
| 67                                           | 11 marzo                                     | @ Minnesota T'wolves                         | S 103–109                                    | Kevin Durant (39)                            | Kevin Durant (12)                            | Draymond Green (7)                           | Target Center 18.978                         | 51–16                                        |
| 68                                           | 14 marzo                                     | L.A. Lakers                                  | V 117–106                                    | Kevin Durant (26)                            | Zaza Pachulia (12)                           | Kevin Durant (6)                             | Oracle Arena 19.596                          | 52–16                                        |
| 69                                           | 16 marzo                                     | Sacramento Kings                             | S 93–98                                      | Quinn Cook (25)                              | Draymond Green (10)                          | Draymond Green (7)                           | Oracle Arena 19.596                          | 52–17                                        |
| 70                                           | 17 marzo                                     | @ Phoenix Suns                               | V 124–109                                    | Quinn Cook (28)                              | Draymond Green (11)                          | Draymond Green (8)                           | Talking Stick Resort Arena 18.055            | 53–17                                        |
| 71                                           | 19 marzo                                     | @ San Antonio Spurs                          | S 75–89                                      | Quinn Cook (20)                              | Kevon Looney (8)                             | Quinn Cook (5)                               | AT&T Center 18.418                           | 53–18                                        |
| 72                                           | 23 marzo                                     | Atlanta Hawks                                | V 106–94                                     | Stephen Curry (29)                           | Zaza Pachulia (9)                            | Cook, Iguodala (6)                           | Oracle Arena 19.596                          | 54–18                                        |
| 73                                           | 25 marzo                                     | Utah Jazz                                    | S 91–110                                     | Quinn Cook (17)                              | JaVale McGee (9)                             | Quinn Cook (8)                               | Oracle Arena 19.596                          | 54–19                                        |
| 74                                           | 27 marzo                                     | Indiana Pacers                               | S 81–92                                      | Nick Young (12)                              | Kevon Looney (11)                            | Quinn Cook (7)                               | Oracle Arena 19.596                          | 54–20                                        |
| 75                                           | 29 marzo                                     | Milwaukee Bucks                              | S 107–116                                    | Quinn Cook (30)                              | Green, Iguodala (5)                          | Durant, Green (6)                            | Oracle Arena 19.596                          | 54–21                                        |
| 76                                           | 31 marzo                                     | @ Sacramento Kings                           | V 112–96                                     | Kevin Durant (27)                            | Kevin Durant (10)                            | Draymond Green (7)                           | Golden 1 Center 17.583                       | 55–21                                        |

#### Aprile
| Aprile 2018                                  | Aprile 2018                                  | Aprile 2018                                  | Aprile 2018                                  | Aprile 2018                                  | Aprile 2018                                  | Aprile 2018                                  | Aprile 2018                                  | Aprile 2018                                  |
| Record mese: 3–3 (Casa: 1–1; Trasferta: 2–2) | Record mese: 3–3 (Casa: 1–1; Trasferta: 2–2) | Record mese: 3–3 (Casa: 1–1; Trasferta: 2–2) | Record mese: 3–3 (Casa: 1–1; Trasferta: 2–2) | Record mese: 3–3 (Casa: 1–1; Trasferta: 2–2) | Record mese: 3–3 (Casa: 1–1; Trasferta: 2–2) | Record mese: 3–3 (Casa: 1–1; Trasferta: 2–2) | Record mese: 3–3 (Casa: 1–1; Trasferta: 2–2) | Record mese: 3–3 (Casa: 1–1; Trasferta: 2–2) |
| Partita                                      | Data                                         | Avversario                                   | Punteggio                                    | Più punti                                    | Più rimbalzi                                 | Più assist                                   | Spettatori                                   | Record                                       |
| -------------------------------------------- | -------------------------------------------- | -------------------------------------------- | -------------------------------------------- | -------------------------------------------- | -------------------------------------------- | -------------------------------------------- | -------------------------------------------- | -------------------------------------------- |
| 77                                           | 1 aprile                                     | Phoenix Suns                                 | V 117–107                                    | Kevin Durant (29)                            | Kevin Durant (11)                            | Draymond Green (12)                          | Oracle Arena 19.596                          | 56–21                                        |
| 78                                           | 3 aprile                                     | @ Oklahoma Thunder                           | V 111–107                                    | Kevin Durant (34)                            | Kevin Durant (10)                            | Draymond Green (8)                           | Chesapeake Energy Arena 18.203               | 57–21                                        |
| 79                                           | 5 aprile                                     | @ Indiana Pacers                             | S 106–126                                    | Kevin Durant (27)                            | Klay Thompson (7)                            | Kevin Durant (7)                             | Bankers Life Fieldhouse 17.923               | 57–22                                        |
| 80                                           | 7 aprile                                     | N.O. Pelicans                                | S 120–126                                    | Kevin Durant (41)                            | Durant, Green (10)                           | Draymond Green (9)                           | Oracle Arena 19.596                          | 57–23                                        |
| 81                                           | 8 aprile                                     | @ Phoenix Suns                               | V 117–100                                    | Klay Thompson (34)                           | Cook, Green, Looney (6)                      | Kevin Durant (9)                             | Talking Stick Resort Arena 18.055            | 58–23                                        |
| 82                                           | 10 aprile                                    | @ Utah Jazz                                  | S 79–119                                     | Klay Thompson (23)                           | Zaza Pachulia (6)                            | Shaun Livingston (4)                         | Vivint Smart Home Arena 18.306               | 58–24                                        |

### Playoff

#### Primo turno

##### (2) Golden State Warriors – (7) San Antonio Spurs
| Playoffs 2018                                | Playoffs 2018                                | Playoffs 2018                                | Playoffs 2018                                | Playoffs 2018                                | Playoffs 2018                                | Playoffs 2018                                | Playoffs 2018                                | Playoffs 2018                                |
| Primo turno: 4–1 (Casa: 3–0; Trasferta: 1–1) | Primo turno: 4–1 (Casa: 3–0; Trasferta: 1–1) | Primo turno: 4–1 (Casa: 3–0; Trasferta: 1–1) | Primo turno: 4–1 (Casa: 3–0; Trasferta: 1–1) | Primo turno: 4–1 (Casa: 3–0; Trasferta: 1–1) | Primo turno: 4–1 (Casa: 3–0; Trasferta: 1–1) | Primo turno: 4–1 (Casa: 3–0; Trasferta: 1–1) | Primo turno: 4–1 (Casa: 3–0; Trasferta: 1–1) | Primo turno: 4–1 (Casa: 3–0; Trasferta: 1–1) |
| Partita                                      | Data                                         | Avversario                                   | Punteggio                                    | Più punti                                    | Più rimbalzi                                 | Più assist                                   | Spettatori                                   | Serie                                        |
| -------------------------------------------- | -------------------------------------------- | -------------------------------------------- | -------------------------------------------- | -------------------------------------------- | -------------------------------------------- | -------------------------------------------- | -------------------------------------------- | -------------------------------------------- |
| 1                                            | 14 aprile                                    | San Antonio Spurs                            | V 113–92                                     | Klay Thompson (27)                           | Durant, Green (8)                            | Draymond Green (11)                          | Oracle Arena 19.596                          | 1–0                                          |
| 2                                            | 16 aprile                                    | San Antonio Spurs                            | V 116–101                                    | Kevin Durant (32)                            | Iguodala, McGee (7)                          | Durant, Green (6)                            | Oracle Arena 19.596                          | 2–0                                          |
| 3                                            | 19 aprile                                    | @ San Antonio Spurs                          | V 110–97                                     | Kevin Durant (26)                            | Kevin Durant (9)                             | Draymond Green (7)                           | AT&T Center 18.418                           | 3–0                                          |
| 4                                            | 22 aprile                                    | @ San Antonio Spurs                          | S 90–103                                     | Kevin Durant (34)                            | Draymond Green (18)                          | Draymond Green (9)                           | AT&T Center 18.418                           | 3–1                                          |
| 5                                            | 24 aprile                                    | San Antonio Spurs                            | V 99–91                                      | Kevin Durant (25)                            | Draymond Green (19)                          | Draymond Green (7)                           | Oracle Arena 19.596                          | 4–1                                          |

#### Semifinali di conference

##### (2) Golden State Warriors – (6) New Orleans Pelicans
| Playoffs 2018                                             | Playoffs 2018                                             | Playoffs 2018                                             | Playoffs 2018                                             | Playoffs 2018                                             | Playoffs 2018                                             | Playoffs 2018                                             | Playoffs 2018                                             | Playoffs 2018                                             |
| Semifinali di conference: 4–1 (Casa: 3–0; Trasferta: 1–1) | Semifinali di conference: 4–1 (Casa: 3–0; Trasferta: 1–1) | Semifinali di conference: 4–1 (Casa: 3–0; Trasferta: 1–1) | Semifinali di conference: 4–1 (Casa: 3–0; Trasferta: 1–1) | Semifinali di conference: 4–1 (Casa: 3–0; Trasferta: 1–1) | Semifinali di conference: 4–1 (Casa: 3–0; Trasferta: 1–1) | Semifinali di conference: 4–1 (Casa: 3–0; Trasferta: 1–1) | Semifinali di conference: 4–1 (Casa: 3–0; Trasferta: 1–1) | Semifinali di conference: 4–1 (Casa: 3–0; Trasferta: 1–1) |
| Partita                                                   | Data                                                      | Avversario                                                | Punteggio                                                 | Più punti                                                 | Più rimbalzi                                              | Più assist                                                | Spettatori                                                | Serie                                                     |
| --------------------------------------------------------- | --------------------------------------------------------- | --------------------------------------------------------- | --------------------------------------------------------- | --------------------------------------------------------- | --------------------------------------------------------- | --------------------------------------------------------- | --------------------------------------------------------- | --------------------------------------------------------- |
| 1                                                         | 28 aprile                                                 | N.O. Pelicans                                             | V 123–101                                                 | Klay Thompson (27)                                        | Draymond Green (15)                                       | Draymond Green (11)                                       | Oracle Arena 19.596                                       | 1–0                                                       |
| 2                                                         | 1 maggio                                                  | N.O. Pelicans                                             | V 121–116                                                 | Kevin Durant (29)                                         | Draymond Green (9)                                        | Draymond Green (12)                                       | Oracle Arena 19.596                                       | 2–0                                                       |
| 3                                                         | 4 maggio                                                  | @ N.O. Pelicans                                           | S 100–119                                                 | Klay Thompson (26)                                        | Draymond Green (12)                                       | Draymond Green (9)                                        | Smoothie King Center 18.551                               | 2–1                                                       |
| 4                                                         | 6 maggio                                                  | @ N.O. Pelicans                                           | V 118–92                                                  | Kevin Durant (38)                                         | Green, Durant (9)                                         | Draymond Green (9)                                        | Smoothie King Center 18.551                               | 3–1                                                       |
| 5                                                         | 8 maggio                                                  | N.O. Pelicans                                             | V 113–104                                                 | Stephen Curry (28)                                        | Draymond Green (14)                                       | Draymond Green (9)                                        | Oracle Arena 19.596                                       | 4–1                                                       |

#### Finali di conference

##### (2) Golden State Warriors – (1) Houston Rockets
| Playoffs 2018                                         | Playoffs 2018                                         | Playoffs 2018                                         | Playoffs 2018                                         | Playoffs 2018                                         | Playoffs 2018                                         | Playoffs 2018                                         | Playoffs 2018                                         | Playoffs 2018                                         |
| Finali di conference: 4–3 (Casa: 2–1; Trasferta: 2–2) | Finali di conference: 4–3 (Casa: 2–1; Trasferta: 2–2) | Finali di conference: 4–3 (Casa: 2–1; Trasferta: 2–2) | Finali di conference: 4–3 (Casa: 2–1; Trasferta: 2–2) | Finali di conference: 4–3 (Casa: 2–1; Trasferta: 2–2) | Finali di conference: 4–3 (Casa: 2–1; Trasferta: 2–2) | Finali di conference: 4–3 (Casa: 2–1; Trasferta: 2–2) | Finali di conference: 4–3 (Casa: 2–1; Trasferta: 2–2) | Finali di conference: 4–3 (Casa: 2–1; Trasferta: 2–2) |
| Partita                                               | Data                                                  | Avversario                                            | Punteggio                                             | Più punti                                             | Più rimbalzi                                          | Più assist                                            | Spettatori                                            | Serie                                                 |
| ----------------------------------------------------- | ----------------------------------------------------- | ----------------------------------------------------- | ----------------------------------------------------- | ----------------------------------------------------- | ----------------------------------------------------- | ----------------------------------------------------- | ----------------------------------------------------- | ----------------------------------------------------- |
| 1                                                     | 14 maggio                                             | @ Houston Rockets                                     | V 119–106                                             | Kevin Durant (37)                                     | Draymond Green (9)                                    | Draymond Green (9)                                    | Toyota Center 18.055                                  | 1–0                                                   |
| 2                                                     | 16 maggio                                             | @ Houston Rockets                                     | S 105–127                                             | Kevin Durant (38)                                     | Stephen Curry (7)                                     | Stephen Curry (7)                                     | Toyota Center 18.119                                  | 1–1                                                   |
| 3                                                     | 20 maggio                                             | Houston Rockets                                       | V 126–85                                              | Stephen Curry (35)                                    | Draymond Green (17)                                   | Durant, Green (6)                                     | Oracle Arena 19.596                                   | 2–1                                                   |
| 4                                                     | 22 maggio                                             | Houston Rockets                                       | S 92–95                                               | Stephen Curry (28)                                    | Draymond Green (14)                                   | Draymond Green (8)                                    | Oracle Arena 19.596                                   | 2–2                                                   |
| 5                                                     | 24 maggio                                             | @ Houston Rockets                                     | S 94–98                                               | Kevin Durant (29)                                     | Draymond Green (15)                                   | Stephen Curry (6)                                     | Toyota Center 18.208                                  | 2–3                                                   |
| 6                                                     | 26 maggio                                             | Houston Rockets                                       | V 115–86                                              | Klay Thompson (35)                                    | Draymond Green (10)                                   | Draymond Green (9)                                    | Oracle Arena 19.596                                   | 3–3                                                   |
| 7                                                     | 28 maggio                                             | @ Houston Rockets                                     | V 101–92                                              | Kevin Durant (34)                                     | Draymond Green (13)                                   | Stephen Curry (10)                                    | Toyota Center 18.055                                  | 4–3                                                   |

#### Finali NBA

##### (W2) Golden State Warriors – (E4) Cleveland Cavaliers
| Playoffs 2018                               | Playoffs 2018                               | Playoffs 2018                               | Playoffs 2018                               | Playoffs 2018                               | Playoffs 2018                               | Playoffs 2018                               | Playoffs 2018                               | Playoffs 2018                               |
| Finali NBA: 4–0 (Casa: 2–0; Trasferta: 2–0) | Finali NBA: 4–0 (Casa: 2–0; Trasferta: 2–0) | Finali NBA: 4–0 (Casa: 2–0; Trasferta: 2–0) | Finali NBA: 4–0 (Casa: 2–0; Trasferta: 2–0) | Finali NBA: 4–0 (Casa: 2–0; Trasferta: 2–0) | Finali NBA: 4–0 (Casa: 2–0; Trasferta: 2–0) | Finali NBA: 4–0 (Casa: 2–0; Trasferta: 2–0) | Finali NBA: 4–0 (Casa: 2–0; Trasferta: 2–0) | Finali NBA: 4–0 (Casa: 2–0; Trasferta: 2–0) |
| Partita                                     | Data                                        | Avversario                                  | Punteggio                                   | Più punti                                   | Più rimbalzi                                | Più assist                                  | Spettatori                                  | Serie                                       |
| ------------------------------------------- | ------------------------------------------- | ------------------------------------------- | ------------------------------------------- | ------------------------------------------- | ------------------------------------------- | ------------------------------------------- | ------------------------------------------- | ------------------------------------------- |
| 1                                           | 31 maggio                                   | @ Cleveland Cavaliers                       | V 124–114 (OT)                              | Stephen Curry (29)                          | Draymond Green (11)                         | Curry, Green (9)                            | Oracle Arena 19.596                         | 1–0                                         |
| 2                                           | 3 giugno                                    | Cleveland Cavaliers                         | V 122–103                                   | Stephen Curry (33)                          | Kevin Durant (9)                            | Stephen Curry (8)                           | Oracle Arena 19.596                         | 2–0                                         |
| 3                                           | 6 giugno                                    | @ Cleveland Cavaliers                       | V 110–102                                   | Kevin Durant (43)                           | Kevin Durant (13)                           | Draymond Green (9)                          | Quicken Loans Arena 20.562                  | 3–0                                         |
| 4                                           | 8 giugno                                    | @ Cleveland Cavaliers                       | V 108–85                                    | Stephen Curry (37)                          | Kevin Durant (12)                           | Kevin Durant (10)                           | Quicken Loans Arena 20.562                  | 4–0                                         |

## Mercato

### Free Agency

#### Prolungamenti contrattuali
| Giocatore        | Contratto                       |
| ---------------- | ------------------------------- |
| Stephen Curry    | 5 anni – 201 milioni di dollari |
| Shaun Livingston | 3 anni – 24 milioni di dollari  |
| David West       | 1 anno – 2,3 milioni di dollari |
| Andre Iguodala   | 3 anni – 48 milioni di dollari  |
| Kevin Durant     | 2 anni – 53 milioni di dollari  |
| Zaza Pachulia    | 1 anno – 3,5 milioni di dollari |
| JaVale McGee     | 1 anno – 2,1 milioni di dollari |

#### Acquisti
| Giocatore     | Contratto                       | Provenienza        |
| ------------- | ------------------------------- | ------------------ |
| Nick Young    | 1 anno – 5,2 milioni di dollari | L.A. Lakers        |
| Omri Casspi   | 1 anno – 2,1 milioni di dollari | Minnesota T'wolves |
| Chris Boucher | Contratto Two-way               | Oregon Ducks       |
| Quinn Cook    | Contratto Two-way               | N.O. Pelicans      |

#### Cessioni
| Giocatore            | Motivo     | Nuova squadra      |
| -------------------- | ---------- | ------------------ |
| Ian Clark            | Free agent | N.O. Pelicans      |
| James Michael McAdoo | Free agent | Philadelphia 76ers |
| Matt Barnes          | Ritiro     |                    |
| Omri Casspi          | Rilasciato |                    |

### Scambi
| 22 giugno 2017 | G.S. WarriorsDraft rights Jordan Bell | Chicago BullsCash considerations |

## Premi individuali
| Assegnato a   | Premio                                           | Data premio      | Ref.   |
| ------------- | ------------------------------------------------ | ---------------- | ------ |
| Kevin Durant  | Giocatore della settimana Western Conference     | 11 dicembre 2017 | [ 12 ] |
| Steve Kerr    | Allenatore del mese Western Conference (Gennaio) | 3 gennaio 2018   | [ 13 ] |
| Stephen Curry | Giocatore della settimana Western Conference     | 8 gennaio 2018   | [ 14 ] |
| Stephen Curry | Giocatore della settimana Western Conference     | 29 gennaio 2018  | [ 15 ] |
| Stephen Curry | Giocatore del mese Western Conference (Gennaio)  | 1 febbraio 2018  | [ 16 ] |